# Le Bec-Thomas
Le Bec-Thomas è un comune francese di 231 abitanti situato nel dipartimento dell'Eure nella regione della Normandia.

## Società

### Evoluzione demografica
Abitanti censiti